# ...che Dio perdona a tutti
...che Dio perdona a tutti è il primo romanzo di Pif, pubblicato da Feltrinelli nel 2018. Il libro ha venduto oltre 100.000 copie, è rimasto per vari mesi nella classifica  dei best seller italiani, raggiungendo nel dicembre del 2018 la terza posizione fra i libri più venduti in Italia. Il libro, sotto forma di romanzo, mette a nudo le contraddizioni del cattolicesimo più intransigente e dogmatico e la sua applicazione nel mondo contemporaneo.

## Trama
Il trentacinquenne palermitano Arturo con la passione irrinunciabile per i dolci siciliani, in particolare quelli con la ricotta, svolge senza ambizione la professione di agente immobiliare. Da diverso tempo lui e il collega Roberto tentano di liberarsi dell'"Indomabile", un appartamento difficile da vendere a causa dell'anziano vicino che spesso organizza festini notturni senza veli. Le giornate di Arturo scorrono tra appuntamenti con clienti, partite di calcetto con i colleghi organizzate dal responsabile Tommaso e le visite frequenti nelle diverse pasticcerie di Palermo alla ricerca dello sciù perfetto. Durante una di queste visite conosce Flora, un'appassionata di dolci che diventa sin da subito la donna dei suoi sogni per poi scoprire essere la figlia del proprietario della pasticceria che fa gli sciù più buoni della città. Riuscito ad ottenere un appuntamento con lei, poco prima dell'incontro decide di andarsene per evitare "la mala figura" di essersi dimenticato di aver tirato lo sciaquone del bagno della sua pasticceria. Poco dopo reincontra Lisa, una ragazza conosciuta durante un viaggio a New York con cui ha avuto una breve relazione terminata per paura di impegnarsi da parte di Arturo. Durante una cena al club di "gente ricca e bella" e apparentemente molto devota alla religione cattolica, a cui Arturo è stato invitato da Tommaso, riconosce Flora e per fare colpo su di lei si offre volontario per interpretare la controfigura di Gesù - ruolo molto ambito - durante la Via Crucis. Nonostante il gran fallimento di Arturo nei panni di Gesù, riesce a conquistare Flora e per un periodo di sei mesi iniziano una relazione apparentemente perfetta. Tuttavia, un giorno Flora nota che Arturo durante la messa non partecipa con convinzione alla celebrazione, il quale biascica preghiere incomplete, e, contrariata dal fatto che Arturo si professa mediamente cristiano, lo invita a rafforzare la propria fede proponendogli un incontro con don Marco. Arturo inizialmente per provocazione decide di seguire alla lettera la parola di Dio per tre settimane, durante le quali si fa sfuggire una importante occasione per vendere l'Indomabile, appartamento che scoprirà appartenere a degli amici di Flora, spiegando onestamente ai potenziali acquirenti interessati quale fosse il problema dell'immobile e dunque dicendo la verità da buon cristiano. Dopo una serie di comportamenti assunti da Arturo, Flora inizia a indispettirsi della sua conversione - considerata estrema - e lo invita ad essere più moderato per poter continuare la relazione. Tuttavia, proprio quando manca un giorno al termine delle tre settimane da cristiano Flora decide di lasciare Arturo dopo l'ennesimo comportamento considerato estremo. Il fidanzato, infatti, durante una cena al club di gente ricca e bella insiste per la discussione di un punto dell'ordine del giorno che gli ospiti del club evitavano di trattare in quanto argomento scomodo, ovvero quello relativo alla ristrutturazione di casette per ospitare migranti. Arturo in quell'occasione mette gli invitati di fronte alla propria ipocrisia di professarsi cristiani ma di non praticare la fede aiutando il prossimo. Nel frattempo, qualche giorno prima Arturo scopre che l'anziano signore dei festini sul terrazzo adiacente all'Indomabile è in fin di vita e Roberto, il suo collega e amico, viene scoperto partecipare a uno di quei festini. Arturo per caso scopre anche che Tommaso, per il quale la religione, almeno quella apparente, ricopre un ruolo importante nella sua vita sociale, tradisce la moglie e viene invitato dal suo capo a mantenere il segreto. Quando si ripresenta l'occasione per convincere i potenziali acquirenti a comprare l'Indomabile, Arturo esce di scena per evitare di rispondere al dilemma se perseverare con la verità o meno e lascia fare a Roberto, il quale conferma agli interessati la problematica dell'anziano vicino lasciando la casa invenduta. Tommaso, che a causa dell'Indomabile invenduto non ha ottenuto la promozione, invita Arturo a lasciare il lavoro da agente immobiliare anche perché quest'ultimo con l'onestà causata dalle tre settimane di Cristianesimo gli fa perdere la finale di calcetto ammettendo un gol. Arturo vola a New York da Lisa, apre una piccola pasticceria siciliana, ha due figli e decide di non seguire più alla lettera il cristianesimo.

## Edizioni
- Pif, ...che Dio perdona a tutti, collana I narratori, Feltrinelli, 2018, ISBN 9788807033131.
- ...Che Dio perdona a tutti (audiolibro), letto da Pif; regia di Flavia Gentili, Roma, Emons, 2019[8]
- Pif, ...che Dio perdona a tutti, collana Universale economica, Feltrinelli, 2020, ISBN 9788807893056.